# 죽을 권리
죽을 권리 (right to die)는 개인이 자살을 하거나 자발적 안락사를 받을 윤리나 제도적 자격이다. 이 권리의 소유는 종종 말기 증상을 가진 사람이 자살 또는 조력자살을 저지르거나, 결과는 같고 고통만 연장되는 연명 치료를 거부할 수 있어야 함을 의미하는 것으로 이해된다. 누구에게 이런 결정들을 내릴 권한을 줘야 하는가는 종종 논쟁의 핵심이 된다.

## 같이 보기
- 생명윤리학 / 의학윤리학

- 디그니타스
- 심폐소생술 거부
- 에드워드 브롱거스마

- 엘리자베스 부비아
- 안락사
- Final Exit
- 강제섭식
- Initiative 1000 (Washington)
- 오리건에서 죽는 법 다큐멘터리 영화
- 잭 케보키언
- 카렌 앤 퀸랜
- Letting die
- 살아있는 유서
- 크루잔 대 미주리 보건국 사건
- 헤일리 푸트흐
- Oregon Death with Dignity Act
- 말기증상
- 필립 니슈케
- 라몬 샘페드로
- 죽을 권리? 다큐멘터리 영화
- 생존권
- 슈 로드리게즈
- 테리 샤이보 논란
- 티르하스 합테기리스
- 죽을 권리사회의 세계연합

## 참고도서
- The body as unwarranted life support: a new perspective on euthanasia.
- Appel JM (May–June 2007). “A suicide right for the mentally ill? A Swiss case opens a new debate”. 《Hastings Center Report》 37 (3): 21–3. doi:10.1353/hcr.2007.0035. PMID 17649899.
- (네덜란드어) "Uit Vrije Wil — Burgerinitiatief voltooid leven"